# حرية التعبير في الهند
يوفر دستور الهند حرية التعبير في المادة 19 مع ضمان الحقوق الفردية التي اعتبرها صائغوا الدستور جوهرية. يضمن حق الحرية في المادة 19 حرية الكلام والتعبير كواحدة من الحريات الستة.

## التاريخ والسجل الزمني
تعود جذور القانون الحالي إلى فقرة قانون خطاب الكراهية 295 (أ) التي سنّتها الإدارة البريطانية في الهند. استحدث هذا القانون في  أعقاب سلسلة من جرائم قتل لقادة حركة آريا ساماج الذين هاجموا الإسلام بعنف؛ بدأت عام 1897 بمقتل بانديت ليكرام على يد مسلم لأنه كتب كتابا ينتقد الإسلام. يناقش كوينراد إلست أن «الفقرة 295 (أ) لم يضع المجتمع الهندوسي مبادئها، بل وضعت ضده؛ فرضها البريطانيون على الهندوس لتقي الإسلام من النقد». سلطت الأضواء على سلسلة الجرائم في كانون الأول 1926 بعد مقتل سوامي شرادهاناندا بسبب حمايته لعائلة تحولت من الإسلام إلى الهندوسية بالإضافة لكتابه «السانغاثان الهندوسي: منقذ العرق المحتضر» عام 1926.
وكان لهذا القانون ما سبقه حتى قبل ذلك، كالقضية المرفوعة على واعظ حركة آريا ساماج دهارم بير عام 1915، حيث حُكم 10 مسلمين بالشغب، واتهم دهارم بير أيضا بناءً على الفقرة 298 «لاستخدامه عبارات وإشارات مهينة... مع نية عمد لجرح المشاعر الدينية» لجماعة أخرى، وأيضا بناءً على الفقرة 153 «للتحريض المستهتر على الشغب الذي حدث نتيجة لذلك» و «قد أحضر أحد القضاة من يمكنه تأكيد الإدانة».

## سوابق دستورية
صاغت الجمعية التأسيسية بين 1946 و1950 دستور الهند 1950، واعتمد هذا الدستور على تاريخ أطول من وثائق السوابق التي صيغت إما كتشريع لحكم الهند البريطانية أو كوثائق سياسية طموحة. اعتبر مشروع دستور الهند 1895 التعبير الهندي الأول لرؤية دستورية بدرجة كبيرة، وقد شمل البند التالي المتعلق بحرية الكلام  والتعبير: «يحق لكل مواطن التعبير عن أفكاره بالكلام أو بالكتابة، وأن ينشرها مطبوعة دون التعرض للرقابة، لكنه مسؤول عن الإساءات التي يمكن أن يرتكبها عند ممارسة هذا الحق بالحالة والشكل الذي يحدده البرلمان».
كما ضمت وثائق السوابق الدستورية الأخرى أيضا بنودا عن حرية الكلام والتعبير. ومنها: مشروع دستور الهند ذاتي الحكم 1925، وتقرير نهرو 1928 والمقاطعات والأقليات 1945؛ واحتوت البنود في معظم الحالات القليل من صيغ القيود على حرية الكلام والتعبير. 

## الجدل في الجمعية التأسيسية
تناقشت الجمعية التأسيسية الهندية بشأن حرية الكلام والتعبير (المادة 19 {1} لمسودة الدستور 1948) في 1 كانون الأول 1948 و2 كانون الأول 1948 و17 تشرين الأول 1949. وكانت مسودة المادة كالتالي:
"خضوعا للبنود الأخرى لهذه المادة، يحق للمواطن التمتع - (أ) بحرية الكلام والتعبير...
فقرة شرطية: ليس لأي شيء في البند الفرعي (أ) من البند (1) لهذه المادة أن يؤثر على عمل أي قانون موجود، أو يمنع الدولة من صياغة أي قانون، له علاقة بالتشهير والافتراء وتشويه السمعة والتحريض أو أي شيء آخر ينتهك حرمة آداب السلوك أو المبادئ الأخلاقية أو يقوض أمن الدولة أو يسعى للإطاحة بها."
رحب معظم أعضاء الجمعية التأسيسية بتضمين هذا الحق، لكن الخلاف نشأ حول الفقرة الشرطية في المادة التي وضعت قيودا على هذا الحق؛ فبينما عارض بعض الأعضاء ذكر القيود على هذا الحق، أيد بعضهم ذلك. حاجج الأعضاء الذين عارضوا القيود كالتالي: 1- لا فائدة من الحصول على حق التكلم والتعبير بوجود القيود. 2-إن وضع القيود على حرية الكلام والتعبير كان فعلا بريطانيا. أما الاعضاء الذين أيدوا القيود حاججوا كالتالي: 1-لا بأس بالقيود الآن لأن الحكومة الحالية ليست استعمارية. 2-لايوجد مكان في العالم فيه حرية الكلام والتعبير مطلقة. 3-لا يمكن المساومة على قانون ونظام وأمن الدولة.
وفي النهاية صوتت الجمعية التأسيسية على المادة وضمّنت حق حرية الكلام والتعبير في دستور الهند عام 1950 مع قيود مشابهة للقيود المذكورة في مسودة الدستور 1948.

## القانون الدستوري
في المحاكمة الفارقة لقضية مانيكا غاندي ضد الاتحاد الهندي، اعتبرت المحكمة العليا أن حرية الكلام والتعبير لا تحدها حدود جغرافية، وتشمل معها حق المواطن في جمع المعلومات وتبادل الفكر مع الآخرين، ليس فقط في الهند وإنما خارجها أيضا.
لا يذكر دستور الهند حرية الصحافة بالتحديد، إنما حرية الصحافة مفهوم ضمني من المادة 19 (1) (أ) من الدستور، وبالتالي تخضع الصحافة للقيود المفروضة بالمادة 19(2) من الدستور. لم يوجد قبل الاستقلال أي بند دستوري أو قانوني ليحمي حرية الصحافة. كما لوحظ من خلال "المجلس الخاص بقضية الصحفي تشانينغ آرنولد والإمبراطور الملك". حرية الصحفي جزء اعتيادي من حرية الموضوع، وتمتد حريته إلى أي مدى يمتد فيه الموضوع، لكن بعيدا عن أي قانون، لايزيد امتيازه ولا يرتفع؛ كما أن مدى ادعاءاته ونقده وتعليقاته، يقدّر بذات مدى الموضوع وليس أزيد". تؤكد ديباجة الدستور الهندي أن لكل مواطني الهند حرية التعبير؛ وضُمّنت حرية الصحافة كجزء من حرية الكلام والتعبير ضمن المادة 19 من الإعلان العالمي لحقوق الإنسان، حيث ينص جوهر المادة 19 على أن: "لكل شخص الحق في حرية الرأي والتعبير، ويشمل هذا الحق حرية الاحتفاظ برأي دون أي تدخل، وحرية البحث وتلقي وتمرير المعلومات والأفكار عبر أي وسيلة وبغض النظر عن الحدود". في قضية رومش ثابار ومقاطعة مادراس، رأى رئيس القضاة باتانجالي شاستري: "تقع حرية الكلام وحرية الصحافة ضمن أسس كل المنظمات الديمقراطية، لأنه من دون نقاش سياسي حر لا يوجد إمكانية للتثقيف العام، هذا التثقيف الذي يعتبر ضرورة أساسية لصحة عمل الحكومة الشعبية."
ورأت المحكمة العلية في قضية الاتحاد الهندي ورابطة الإصلاح الديمقراطي أن: «المعلومات المتحيزة والمعلومات المضللة والمعلومات الخاطئة وعدم وجود معلومات، سيخلق مواطنين غير مطلعين، الأمر الذي يحول الديمقراطية إلى مهزلة؛ تشمل حرية الكلام والتعبير حق تمرير وتلقي المعلومات والذي يشمل بدوره حرية الاحتفاظ بالآراء».
أما في قضية صحيفة انديان إكسبرس والاتحاد الهندي، فقد كان معروفا أن الصحافة تؤدي دورا هاما جدا في الآلية الديمقراطية، ووظيفة المحاكم دعم حرية الصحافة وتعطيل كل القوانين والإجراءات الإدارية التي تقصر هذه الحرية؛ لحرية الصحافة ثلاثة عناصر أساسية وهي:
1-حرية الوصول إلى كافة مصادر المعلومات.
2-حرية النشر
3-حرية التداول.
لم تكن الصحافة في الهند قادرة على ممارسة حريتها في التعبير عن وجهات النظر العامة، ففي قضية شركة صحف ساكال المحدودة والاتحاد الهندي عُدّ نظام الصحف اليومية (السعر والصفحة) لعام 1960 والذي حدد للجريدة عدد الصفحات وحجمها مقابل سعر معين، خرقا لحرية الصحافة وقيدا غير معقول ينطوي تحت المادة 19(2). وفي القضية المشابهة بين بينيت كوليمان وشركاه والاتحاد الهندي أسقطت المحكمة العليا في الهند شرعية نظام مراقبة مطبوعات الصحف الذي حدد العدد الأقصى للصفحات، لأنها اعتبرته يخرق فقرة المادة 19(1) (أ) ولأنه قيد غير معقول ينطوي تحت المادة 19(2) كما أسقطت المحكمة تفنيدات الحكومة بأن الأمر يساعد الصحف الصغيرة على النمو.
في قضية روميش ثابير وحكومة مادراس الموثقة بالرقم (1950 SCR 594, 607; AIR 1950 SC 124) حظرت حكومة مادراس دخول وتوزيع الدورية الإنجليزية «كراس رود» التي تطبع وتنشر في بومباي؛ وهذا ما اعتبر أيضا خرقا لحرية الكلام والتعبير، لأنه «بدون حرية في التداول والنشر، ستكون قيمتها منخفضة». وفي قضية برابها دات والاتحاد الهندي الموثقة (1982 1SCC 1; AIR 1982SC 6) وجهت المحكمة العليا مدير سجن تيهار بأن يسمح لوكلاء بعض الصحف بمقابلة رانجا وبيلا المدانين بالإعدام لأنهما أرادا أن يجريا مقابلة.
وهناك أمثلة عن حالات قمع فيها المجلس التشريعي حرية الصحافة؛ وكانت سلطة الحكومة في مثل هذه الظروف تحت مجهر القضاء. ففي قضية بريج بوشان وحكومة دلهي الموثقة (AIR 1950 SC 129) وضعت شرعية الرقابة السابقة على نشر الصحيفة الأسبوعية الإنكليزية في دلهي المسماة أورغانايزير في موضع استفهام، حيث أسقطت المحكمة الفقرة 7 من قانون الأمن في شرقي البنجاب لعام 1949، الذي كانت تعليماته لمحرر وناشر أي جريدة «أن يرسل من أجل الدراسة، على نسختين، وقبل النشر، حتى إصدار أوامر أخرى، كل الأمور العامة وكل المواد والأخبار ووجهات النظر عن باكستان، بما فيها الصور والرسوم»؛ حيث اعتبرت قيودا على حرية الصحافة. وعلى شاكلة الأمر، اعتبر منع الصحف من نشر وجهات نظرها الخاصة أو وجهات نظر مراسليها عن موضوع ما تعديا خطيرا على حرية التكلم والتعبير.

## القيود
لا تمنح حرية التعبير والصحافة المنصوص عليها في الدستور الهندي حقًا مطلقًا للأفراد بالتعبير عن أفكارهم بحرية. يعطي البند الثاني من المادة 19 من الدستور الهندي الهيئةَ التشريعة صلاحية فرض قيود معينة على حرية التعبير وفقًا للأسس التالية: 
- أمن الدولة
- العلاقات الودية مع الدول الأجنبية
- النظام العام
- الحشمة والأخلاق
- ازدراء المحكمة
- التشهير
- التحريض على الجريمة
- سيادة الهند وسلامتها

لا يمكن فرض قيود منطقية تحت العنوانين آنفة الذكر إلا بموجب قانون يصدر حسب الأصول وليس بموجب إجراءات تنفيذية.
أمن الدولة: يمكن في الهند فرض قيود مقبولة على حرية الخطاب والتعبير، لصالح أمن الدولة. يمكن تقييد جميع الخطابات التي تهدف إلى تعريض أمن الدولة للخطر؛ من خلال جرائم العنف التي تهدف للإطاحة بالحكومة، أو شن الحرب والتمرد على الحكومة أو العدوان الخارجي أو الحرب وغيرها من الخطابات المشابهة لمصلحة أمن الدولة. لا يشير عنوان «أمن الدولة» الذي ينطوي على فرض قيود على حرية التعبير إلى الانتهاكات العادية للنظام العام، والتي لا تنطوي على أي خطر على الدولة.
العلاقات مع الدول الأجنبية: أضيف هذا الأساس إلى التشريعات الهندية بموجب التعديل الأول للدستور لعام 1951، ويمكن للدولة -بموجبه- فرض قيود معقولة على حرية الخطاب والتعبير التي من الممكن لها أن تعرّض العلاقات الودية التي تجمع الهند مع أي دولة أخرى للخطر. 
النظام العام: أضيفت هذه القاعدة إلى التشريعات الهندية بموجب التعديل الأول للدستور لعام 1951 أيضًا، وذلك بهدف مواجهة الحالة الشعبية الناتجة عن قضية روميش ثابار (قضيّة AIR 1950 SC 124). يُشير مصطلح النظام العام إلى الشعور بالسلام العام، والأمان والهدوء.
أوضحت المحكمة العليا، في قضية كيشوري موهان ضد ولاية بنغال الغربية، الاختلافات بين ثلاثة مفاهيم، ألا وهي، القانون والنظام، والنظام العام، وأمن الدولة. إذ يزعزع كلّ أمر يؤثّر على السلام العام أو السكينة العامة النظامَ العام. لكن وبالمقابل، فلا يزعزع مجرد نقد الحكومة -بالضرورة- النظامَ العام. بينما يهدف القانون، الذي يعاقب على الخطابات التي تميل -عن عمد- إلى إيذاء المشاعر الدينية لأي فئة، والذي يضع قيودًا منطقية عليها، إلى الحفاظ على النظام العام.
يعتبر وجود صلة معقولة بين القيود المفروضة وتحقيق النظام العام أمرًا ضروريًا. فقد قضت المحكمة في قضية المدير والسجن المركزي ضد رام مانوهار لوهيا (قضيّة AIR 1960 SC) إلى إيقاف العمل بالمادة الثالثة من قانون السلطات الخاصة في المقاطعات المتحدة الصادر عام 1932، والتي تعاقب أي شخص على قيامه بتحريض شخص آخر على الامتناع عن دفع مستحقات الحكومة أو تأجيله، لانعدام وجود أي تأثير منطقي لهذا النوع من الخطاب على النظام العام. وبالمقابل فقد أقرت المحكمة صحة الحكم الذي يمكّن القاضي من إصدار توجيهات لحماية النظام العام أو السكينة العامة.
الآداب والأخلاق: يتطابق مصطلح «فحش» مع مصطلح «فجور» في الدستور الهندي. خضعت القضية الإنكليزية، التي عُرفت باسم قضيّة آر في هيكلين، للاختبار التالي: «هل تميل القضية المُتهمة بجرم الفحش إلى إفساد العقول المنفتحة على مثل هذه التأثيرات غير الأخلاقية». أيّدت المحكمة العليا هذا الاختبار في قضية راجيت دي أودشي ضد ولاية ماهاراشترا (قضية AIR 1965 SC 881). إذ أقرت المحكمة بإدانة بائع الكتب الذي قوضي بموجب المادة 292 I.P.C بتهمة بيع كتاب «عشيق السيّدة تشاترلي» والاحتفاظ به. يختلف المعيار الأخلاقي من وقت إلى آخر، ومن مكان إلى آخر.
ازدراء المحكمة: لا يسمح الحق في حرية التعبير الذي يكفله الدستور لأي شخص بازدراء المحاكم. وُضع تعريف مصطلح ازدراء المحاكم في المادة الثانية من قانون ازدراء المحاكم لعام 1971. إذ يشير المصطلح إلى أي ازدراء مدني أو جنائي بموجب القانون. لكن، وبالمقابل، فلا يتمتع القضاة بأي حصانة عامة من نقد سلوكهم القضائي، شريطة أن يكون النقد منطقيًا وناتجًا عن حسن نية، وليس محاولة لإعاقة إقامة الحكم العادل. اتبعت المحكمة العليا في الهند في قضيّة أرونداتي روي (قضية 2002 3 SCC 343) الرأي الذي اعتمدته المحكمة العليا للولايات المتحدة في قضية (فرانكفورتر، جي.) في بينيكامب ضد ولاية فلوريدا (قضية 328 us 331: 90 L Ed 1295 (1946)) والتي تبنّت فيها المحكمة العليا للولايات المتحدة الرأي التالي: «لن تكون هناك أي مشكلة في ازدراء المحكمة، في حال كان جميع الرجال، بمن فيهم القضاة والصحافيون، ملائكة. لن تسبب التأثيرات الخارجية في هذه الحالة أي مشكلة للقضاة الملائكيين، ولن يسعَ الصحافيون الملائكيون إلى التأثير عليهم. لا تُعتبر سلطة فرض العقاب على الازدراء وسيلة لحماية القضاة أثناء قيامهم بواجبهم في اتخاذ القرارات -المحايدة- بالنيابة عن المجتمع، والتي تُمنح للعديد من الرجال للبتّ فيها، لا امتيازًا للقضاة بصفتهم الشخصيّة، وإنما هي امتياز للوظيفة التي يمارسونها». أيدت محكمة النقض، في قضيّة إي. إم. إس. نامبودريباد ضد تي. إن. نامبيار (قضيّة 2 SCC 325; AIR 1970 SC 2015) قرار المحكمة العليا، وحكمت على السيد نامبودريباد بتهمة ازدراء المحكمة. بدأت في قضية السيد بارشار ضد فاروق عبد الله (قضية (1984) 2SCC 343; AIR 1984 SC 615) إجراءات دعوى انتهاك حرمة المحكمة، ضد رئيس وزراء جامو وكشمير «فاروق عبد الله»، رفضت المحكمة الالتماس حينها لانعدام وجود أدلّة تدعم الادّعاء. 
التشهير: تمنع الفقرة الثانية من المادة التاسعة عشر أي شخص من إصدار أي شهادة تضر بسمعة شخصٍ أخر، وقد تمّ -من نفس المنطلق- تجريم التشهير في الهند من خلال إدخاله في المادة 499 من قانون العقوبات الهندي. لا تعتبر القضية –عندما يتعلق الأمر بالتشهير، وفي حالة رفع دعوى تشعير جنائية على النحو المنصوص عليه في المادتين 499 و 500 من قانون العقوبات الهندي- قضيّة دفاع، إذ يمكن محاكمة المتهم بتهمة التشهير، حتى ولو نطق بالحقيقة. يمكن لقول الحقيقة أن يكون دفاعًا في حالة واحدة فقط، ألا وهي التصريح بأنّها «من أجل الصالح العام»، وهي مسألة تتعلق بالوقائع ويتم تقييمها من قبل القضاء. أدت استقالة رئيس تحرير صحيفة «الأسبوعية الاقتصادية والسياسي». بارانيجوي جها ثاكورتا، بعد صدور إشعار قانوني عن محامي شركة أداني المحدودة للطاقة لمالكيها –القيمين على صندوق ساميكشا الاستنمائي، الذي يملك الصحيفة ويديرها بمن فيها من مؤلفي ومحرري المقالة التي تم التراجع عنها لاحقًا بسبب «الإخفاق في معايير التحرير»- إلى إعادة المادة 499 من قانون العقوبات الهندي إلى الأضواء.
التحريض على ارتكاب جريمة: أضيف هذا الأساس بموجب التعديل الأول للدستور لعام 1951 أيضًا، إذ يحظر الدستور على أي شخص التفوّه بأي خطاب أو إصدار أي بيان يحرض فيه الأشخاص على ارتكاب الجريمة. 
سيادة الهند وسلامتها: أضيف هذا الأساس إلى التشريعات الهندية بموجب التعديل السادس عشر للدستور الهندي لعام 1962، ويهدف إلى منع الأشخاص من الإدلاء ببيانات تعرض سلامة الهند وسيادتها للتهديد. 

## القيود العملية المفروضة والمحددات
تمكن حرية الخطاب والتعبير من المشاركة في الأنشطة العامّة. لم يُستخدم مصطلح «حرية الصحافة» في المادة التاسعة عشر، على الرغم من إدراك نشطاء الدعوة للحرية، ومعظم المثقفين والسلطات القضائية وسلطات البلدان الصناعية في مختلف أنحاء العالم، شمولية حرية التعبير على حرية الصحافة. من الممكن فرض قيود معقولة على النظام العام أو أمن الدولة أو الآداب أو الأخلاق. 